# Torymus laricis
Torymus laricis är en stekelart som beskrevs av Boucek 1994. Torymus laricis ingår i släktet Torymus och familjen gallglanssteklar. Inga underarter finns listade i Catalogue of Life.